# 토리 키틀즈

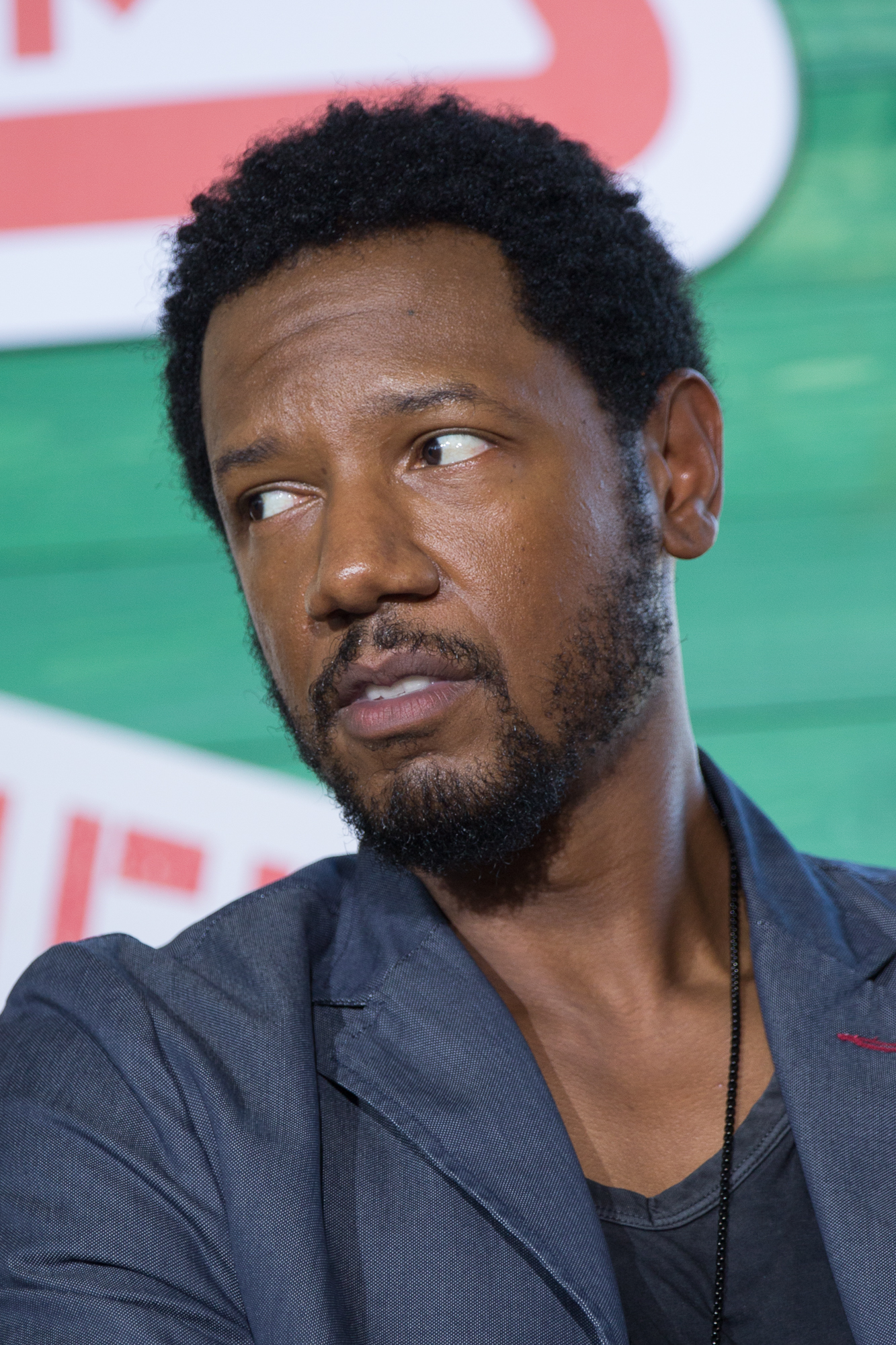

토리 키틀스(Tory Kittles, 1975년 8월 2일 ~ )는 미국의 배우이다.

## 출연 작품
- 내가 죽기를 바라는 자들 (2021)
- 드래그 (2018년)
- 베시 (2015년)
- 아메리칸 하이스트 (2014년) - 레이 역
- 백악관 최후의 날 (2013년) - 존스 역
- 스틸 매그놀리아 (2012년)
- 킬 홀 (2012년)
- 사파이어 (2012년) - 로비 역
- 더 카멜레온 (2010년)
- 퍼펙트 겟어웨이 (2009년)
- 안나 성당의 기적 (2008년)
- 스톱로스 (2007년)
- 넥스트 (2007년) - 카바노프 역
- 더러운경찰 (2005년)
- 겟리치오어다이트라잉 (2005년) - 저스티스 역
- 프랑켄피쉬 (2004년) - 샘 역
- 파파라치 (2004년)
- 말리부의 8마일 (2003년)
- 폰 부스 (2002년)
- 인빈서블 (2001년)
- 타이거랜드 (2000년)

### 텔레비전
- 썬즈 오브 아나키 (2008-11)
- Intruders (2014)
- 트루 디텍티브 (2014)
- 콜로니 (2016-18)